# Plectranthias bauchotae
Plectranthias bauchotae är en fiskart som beskrevs av Randall, 1980. Plectranthias bauchotae ingår i släktet Plectranthias och familjen havsabborrfiskar. IUCN kategoriserar arten globalt som livskraftig. Inga underarter finns listade i Catalogue of Life.